# 1084
Cette page concerne l'année 1084  du calendrier julien.
L'année 1084 est une année bissextile qui commence un lundi.

## Événements
- 21 mars : l'empereur romain germanique Henri IV dévaste Rome et installe l'antipape Clément III qui le couronne empereur le 31. Le pape Grégoire VII se réfugie dans le château Saint-Ange[1].
- 24 mars : sacre de l'antipape Clément III[2].
- 31 mars : sacre de l'empereur Henri IV par Clément III[2].
- 13 avril : Alain IV Fergent devient duc des Bretons à la mort de Hoël II (fin en 1112)[3].
- 24 mai : Robert Guiscard, Normand allié de Grégoire VII se présente devant Rome. Il prend la ville, libère le pape Grégoire VII, mais les pillages de ses troupes provoquent l’hostilité de la population. Le pape se réfugie dans le sud et meurt à Salerne en mai 1085[2]. Apparemment vaincu, il a en fait réussi à rendre la papauté indépendante et à faire appliquer en partie la réforme ecclésiastique.
- 23 juin : Bruno de Cologne fonde avec 6 compagnons un monastère dans le massif de la Grande Chartreuse[4], près de Grenoble. Le nouvel ordre ne suit pas stricto sensu la règle de saint Benoît, mais les dispositions d'un corpus coutumier très rigoureux, mis par écrit en 1127 : clôture perpétuelle, jeûnes fréquents, abstinence complète de viande, silence presque absolu. Aidés par des frères convers, les moines vivent en ermitages et ne sortent que pour participer aux offices et assister au chapitre réuni par le prieur qu’ils élisent. Vers 1200, 39 établissements ont adopté les règles de l'Ordre des chartreux.
- 2 juillet[5] : victoire de Mathilde de Toscane sur les Lombards alliés de l'empereur Henri IV au château de Sorbara, près de Modène[6].
- Fin juillet : Robert Guiscard et Grégoire VII quittent définitivement Rome pour Salerne ; ils participent tous les deux à la consécration de la cathédrale[2].
- Août : Nicolas III devient patriarche de Constantinople (fin en 1111).
- Octobre : Robert Guiscard quitte la Pouille et débarque à Valona, en Illyrie[2].
- Novembre :
  - la flotte vénitienne, alliée des Byzantins, attaque les Normands de Robert Guiscard au nord de Corfou et les bat à deux reprises avant d'être vaincue à son tour en janvier 1085[2].
  - le pape Grégoire VII convoque à Salerne un synode qui excommunie de nouveau l'empereur Henri IV et l'antipape Clément III[2].
- 13 décembre[7] : après avoir pris Iconium (Konya) et attaqué la Cilicie arménienne, Süleyman Ier Shah s'empare d’Antioche défendue par le général byzantin Philarète Vahram (Brachamios). Il se trouve ainsi maître de l’Anatolie presque entière.

- Birmanie : révolte des Môns de Pégou. Mort du roi de Pagan Sawlu, auquel succède son demi-frère Kyanzittha († en 1112)[8]. Début des relations commerciales avec l'Inde et la Chine.
- Abbaye bénédictine d’Andres, fondée par le comte Baudoin de Guînes au retour d'un pèlerinage à Saint-Jacques-de-Compostelle effectué en 1084[9].